# Посебне социолошке дисциплине
Посебне социолошке дисциплине проучавају засебне друштвене појаве уз уважавање социолошког приступа. То значи да се одређена друштвена појава објашњава деловањем друштвених законитости. Свако подручје друштвеног живота може бити предмет изучавања посебне социолошке дисциплине.

## Листа посебних социолошких дисциплина
- Економска социологија
- Екосоциологија
- Социологија града / Урбана социологија
- Социологија детињства
- Социологија друштвених девијација / Социјална патологија
- Социологија емоција
- Социологија културе
- Социологија локалних заједница
- Социологија медицине
- Социологија менталних поремећаја / Психијатријска социологија
- Социологија морала
- Социологија науке
- Социологија образовања
- Социологија омладине
- Социологија политике / Политичка социологија
- Социологија породице
- Социологија права
- Социологија рада
- Социологија религије
- Социологија сазнања
- Социологија свакодневног живота
- Социологија села / Рурална социологија
- Социологија спорта
- Социологија становања
- Социологија уметности